# Volný modul
V matematice, přesněji v abstraktní algebře, se jako volný modul označuje takový modul, který má bázi, tedy lineárně nezávislou množinu prvků, která jej konečně generuje.

## Formální definice
Modul {\displaystyle M} nad okruhem {\displaystyle R} má bázi {\displaystyle B}, pokud
1. {\displaystyle B} je generující množina modulu {\displaystyle M}, tedy každý prvek {\displaystyle m\in M} lze zapsat jako konečnou lineární kombinaci {\displaystyle m=\sum r_{i}b_{i}}, kde {\displaystyle r_{i}\in R,b_{i}\in B};
2. {\displaystyle B} je lineárně nezávislá, tedy pokud {\displaystyle 0=\sum r_{i}b_{i}} pro nějaká {\displaystyle r_{i}\in R} a nějaká po dvou různá {\displaystyle b_{i}\in B}, pak jsou všechna {\displaystyle r_{i}=} rovna nulovému prvku.

## Příklady
- Každý vektorový prostor je zároveň i volným modulem.